# 오오쿠라 타다요시
오오쿠라 타다요시(일본어: 大倉忠義 오쿠라 다다요시[*], 1985년 5월 16일~)는 일본의 가수, 배우이며, 남성 아이돌 그룹 SUPER EIGHT의 멤버이자 나니와단시의 프로듀서이다.
오사카부 히가시오사카시 출신. STARTO ENTERTAINMENT 소속.

## 내력
- 1997년 9월 6일에 자니즈 사무소의 오디션을 봐, 훈련생으로서 사무소에 들어간다. 이 오디션에 합격해, 자니스 주니어의 일원이 되었다. 당시 V6의 모리타 고를 동경하고 있던 오쿠라를 보고 사촌 누나가 준비를 해 이력서를 보냈지만, 오디션 통지가 온 것은 2년 후였다.
- 2002년 12월, 오쿠라를 제외한 간자니∞의 멤버가 레귤러 출연하고 있던 프로그램 《J3KANSAI》에, 새롭게 레귤러 멤버로서 가입.
- 2004년, 〈나니와 이로하부시〉로 간자니∞로서 CD 데뷔.
- 2008년 10월 11일 ~ 21일에, 첫 솔로 콘서트를 도쿄에서 개최. 다음달 11월 22일 ~ 30일에는 오사카에서 개최.
- 2009년 1월, 드라마 《필살 사업인 2009》(TV 아사히)에 출연. 히가시야마 노리유키, 마쓰오카 마사히로와 함께 〈The SHIGOTONIN〉으로서 주제가 《경화수월》을 불러 CD를 발매했다(발매원은 자니스 엔터테인먼트).
- 2009년 10월, 《ROMES/공항 방어 시스템》으로 연속 드라마 첫 주연.
- 2010년 10월 1일 개봉한 영화 《오오쿠》로 스크린 데뷔.
- 2013년 6월 22일 개봉한 영화 《100번 울기》로 영화 단독 첫 주연.
- 2014년 1월, TBS 계열 드라마 《Dr.DMAT》로 민방 연속 드라마 첫 주연.

## 출연

### 드라마
- 무서운 일요일~2000~ 제10회 〈기억에서의 사자~다시 살아난 과거의 공포!!〉 (2000년 9월 10일, 닛폰 TV)
- 신데렐라가 되고 싶어! (2006년 3월 18일, TBS) - 주연 구라모치 본/나루미사카 켄 역
- 극단 연기자. 〈인텔리전스〉 (2006년, 후지 TV) - 주연 하지메군 역
- 필살 사업인 2007 (2007년 7월 7일, TV 아사히) - 책략가 겐타 역
- 가희 (2007년 10월 ~ 12월, TBS) - 진구지군/제임스 역
- 야스코와 켄지 (2008년 7월 ~ 9일, 닛폰 TV) - 츠바키 준 역
- 필살 사업인 2009 (2009년 1월 ~ 4월·6월 26일, TV 아사히) - 책략가 겐타 역
- ROMES/공항 방어 시스템 (2009년 10월 ~ 12월, NHK) - 주연 나루시마 유야 역
- GM~춤춰라 닥터 (2010년 7월 ~ 9월, TBS) - 모토키 겐스케 역
- 태어나다. (2011년 4월 ~ 6월, TBS) - 하야시다 타이치 역
- 24시간 TV 스페셜 드라마 〈살아있는 것만으로도 어떻게든 될 거야〉 (2011년 8월 20일, 닛폰 TV) - 쿠도 쇼타 역
- 삼색털 고양이 홈즈의 추리 (2012년 4월 ~ 6월, 닛폰 TV) - 이시즈 요스케(이시즈 형사)역 (아이바 마사키와 함께 출현)
- 파파돌! (2012년 4월 ~ 6월, TBS) - 오쿠라 다다요시 역
- 날씨 언니 (2013년 4월 ~ 6월, TV 아사히) - 아오키 고타 역
- Dr.DMAT (2014년 1월 ~ 3월, TBS) - 주연 야쿠모 히비키 역
- 24시간 TV 스페셜 드라마 〈하나쨩의 미소시루〉 (2014년 8월 30일, 닛폰 TV) - 주연 야스타케 싱고 역
- 도s형사 (2015년 4월~ 6월, 닛폰 TV) - 다이칸야마 슌스케 역
- 몬테크리스토 백작 -화려한 복수- (2018년 4월~ 6월 14일, 후지 TV) - 난죠 유키오 역
- 아는 와이프 (2021년 1월 7일 ~ 3월 18일, 후지 TV) - 주연 모토 하루 역

### 영화
- 오오쿠 (2010년 10월 1일, 쇼치쿠/아스믹 에이스) - 쓰루오카 역
- 에이트 레인저 (2012년 7월 28일, 도호) - 주연 오카와 료스케/그린 역
- 100번 울기 (2013년 6월 22일, 쇼게이트) - 주연 후지이 슈이치 역
- 에이트 레인저 2 (2014년 7월 26일) - 주연 오오카와 료스케/그린 역
- 클로버 (2014년 11월 1일) - 주연 쓰케 스스무 역
- 질풍론도 (2016년 11월 26일, 도에이) - 네즈 쇼헤이 역
- 궁지에 몰린 쥐는 치즈의 꿈을 꾼다 (2020년 9월 11일, 팬텀 필름) - 주연 오토모 교이치 역

### 성우
- 크레용 신 짱 태풍을 부르는 황금 스파이 대작전 (2011년 4월 16일, 도호) - 맛슈 역

### 무대
- 다키자와 연무성 (2006년 3월 7일 ~ 4월 25일, 신바시엔부죠)
- Endless SHOCK (2008년 1월 6일 ~ 2월 26일, 제국극장)
- 거미여인의 키스 (2017년 5월 27일 ~ 6월 18일, 도쿄 글로브좌) - 주연 바렌틴 역

### CM
- 오로나민C (2006년)